# Fusciphantes okiensis
Fusciphantes okiensis là một loài nhện trong họ Linyphiidae.
Loài này thuộc chi Fusciphantes. Fusciphantes okiensis được Ihara miêu tả năm 1995.